# Hongkong-Kantonees
Hongkong-Kantonees is het Kantonees dat gesproken wordt in Hongkong. Dit dialect bevat veel Engelse termen en wordt meestal gesproken door mensen die jonger zijn dan 30 en woonachtig zijn in het district Hongkong Island en Kowloon. Hongkong-Kantonees is verstaanbaar voor de meeste mensen in Macau, Shenzhen en Kanton. Het verschil van Kantonees tussen Hongkong en Guangdong is dat Hongkong-Kantonees meer Engelse termen en meer baihua heeft dan het Standaardkantonees.
- Sino-Tibetaanse talen
  - Chinese talen
    - Kantonees
      - Standaardkantonees
        - Hongkong-Kantonees

## Verandering in het Hongkong-Kantonees
Mede door de media in Hong Kong en de entertainmentsindustrie is het Hongkong-Kantonees veel veranderd. Veel uitspraken en termen van de filmen van de acteur/regisseur Stephen Chow 周星馳 wordt nu gebruikt. Ook zeggen mensen in Nederland tegenwoordig in het Kantonees bijna nooit "goedemiddag (M On)" of "goedenacht (Maan On)". In plaats daarvan zegt men nu 24 uur per dag "goedemorgen" (Choow San).
In de Hongkong-Kantonese spreektaal zijn er in de loop der jaren talloze Engelse leenwoorden geïntroduceerd, zoals sôh faa (zitbank/so-fa), waj t'aa ming (vitamine/vi-ta-mine), keng saa (kanker/can-cer), paa sie (bus/ bu-s), tik sie (taxi/tax-i), sie toh peh leej (aardbei/s-traw-ber-ry), enzovoort. Dat kwam doordat Hongkong een Britse kolonie was. Ook komt het door de populariteit van het Engels.

## Hongkong-Kantonese woorden die in hetStandaardkantoneesniet gebruikt worden
| voorbeelden             |                      |                  |                   |                                                     |
| uitspraak in Nederlands | traditioneel Chinees | jyutping         | uitspraak (IPA)   | vertaling in Nederlands                             |
| Suut Kwaj               | 雪櫃                 | syut3 gwai6      |                   | koelkast                                            |
| Kaap Maan               | 夾萬                 | gaap3 maan6      |                   | kluis                                               |
| Kaak Chaak              | 曱甴                 | gaak6 jaat6      |                   | kakkerlak                                           |
| Saam Man Yuu            | 三文魚               | saam1 man4 jyu4  | saːm˥ mɐn˨˩ jyː˨˩ | zalm                                                |
| Sie Tôh                 | 士多                 | si6 do1          | siː˨ tɔː˥         | (komt uit het Engelse "store")=winkeltje            |
| Tík Sie                 | 的士                 | dik1 si6         |                   | (komt uit het Engelse "taxi")=taxi                  |
| Paa Sie                 | 巴士                 | baa1 si2         | paː˥ siː˧˥        | (komt uit het Engelse "bus")=autobus                |
| Loo Suu                 | 滑鼠                 | waat6 syu2       |                   | computermuis                                        |
| Leuj Seh                | 鐳射                 | leoi4 se6        |                   | (komt uit het Engelse "laser")=laser                |
| Sie Tôh Péh Leej        | 士多啤梨             | si6 do1 be1 lei4 |                   | (komt uit het Engelse "strawberry")=aardbei         |
| Peh Leej                | 啤梨                 | be1 lei2         | pɛː˥ lei˧˥        | peer                                                |
| Laang Heej              | 冷氣                 | laang5 hei3      |                   | airconditioning                                     |
| Chuu Kóe Lík            | 朱古力               | zyu1 gu2 lik1    | tsyː˥ kuː˥ lɪk˥   | (komt uit het Engelse "chocolate")=chocolade        |
| K'aat                   | 卡                   | kaat1            |                   | (komt uit het Engelse "card")=kaart                 |
| Sôh Faa                 | 梳化                 | so1 faa2         |                   | (komt uit het Engelse "sofa")=zitbank               |
| Waj T'aa Ming           | 維他命               | wai4 taa1 ming6  |                   | (komt uit het Engelse "vitamin")=vitamine           |
| Saa Lut                 | 沙律                 | saa1 leot6       |                   | (komt uit het Engelse "salad")=salade               |
| Paa Sie                 | 巴士                 | baa1 si6         |                   | (komt uit het Engelse "bus")=bus                    |
| T'aai                   | 呔                   | taai1            |                   | stropdas of (komt uit het Engelse "tire")=luchtband |
| Paai Paai               | 拜拜                 | baai1 baai3      | paːi˥ paːi˧       | (komt uit het Engelse "bye bye")=tot ziens          |